# Kamil Budziejewski
Kamil Budziejewski (ur. 14 września 1988 w Żyrardowie) – polski lekkoatleta, sprinter, Olimpijczyk z Londynu. Absolwent Uniwersytetu Łódzkiego z tytułem magistra. Ukończył kierunek Pedagogika kultury fizycznej i zdrowotnej. Od 2012 roku funkcjonariusz Komendy Wojewódzkiej Policji w Łodzi. 
Wychowanek klubu MLUKS "RAWA". Od 2008 reprezentant AZS Łódź. W 2009 w barwach tego klubu zdobył srebrny medal mistrzostw Polski w sztafecie 4 x 400 metrów. W 2010 został halowym wicemistrzem Polski w biegu na 400 metrów, dzięki czemu otrzymał nominację do polskiej kadry na halowe mistrzostwa świata w Ad-Dausze jako członek narodowej sztafety 4 x 400 metrów. Debiut na międzynarodowej imprezie nie wypadł jednak najlepiej – Budziejewski biegł na 4. (ostatniej) zmianie polskiej sztafety, po 3 zmianach Polacy (biegnący w składzie: Piotr Klimczak, Marcin Sobiech, Marcin Marciniszyn i Kamil Budziejewski) prowadziła w swoim biegu eliminacyjnym, Budziejewski przebiegł swoją zmianę w czasie 47,52 s, wyprzedziło go 4 rywali i polska sztafeta nie awansowała do finału. W 2011 roku został powołany do składu reprezentacji Polski na drużynowe mistrzostwa Europy w Sztokholmie, gdzie wystąpił na trzeciej zmianie sztafety 4 x 400 metrów (skład Polaków: Piotr Wiaderek, Marcin Marciniszyn, Kamil Budziejewski i Mateusz Fórmański) która zajęła 4. miejsce z wynikiem 3:04,42. W 2012 roku otrzymał nominację do reprezentacji Polski na Mistrzostwa Europy w Helsinkach, gdzie pobiegł w eliminacjach sztafety 4 x 400 metrów, na pierwszej zmianie. W finale polska sztafeta, bez Budziejewskiego, została sklasyfikowana tuż za podium na 4. miejscu. W tym samym roku został również powołany do sztafety 4 x 400 metrów na igrzyska olimpijskie w Londynie. Wieczorem 5 sierpnia w wiosce olimpijskiej Budziejewski starł się z innym kandydatem do występu w sztafecie – Patrykiem Dobkiem, za co został wykluczony z zespołu i na prośbę wrócił do kraju. Komisja Wyróżnień, Dyscypliny i Zwalczania Dopingu Polskiego Związku Lekkiej Atletyki uznała, że winnym incydentu był Budziejewski i ukarała go pozbawieniem na 6 miesięcy prawa do udziału w reprezentacji kraju oraz w zgrupowaniach kadry. W 2014 roku wystąpił na Mistrzostwach Europy Policjantów i Strażaków w Brukseli gdzie zdobył 3 złote medale, na 400 metrów, 4 x 100 metrów oraz 4 x 40 metrów. Skład sztafety 4x 100 m: Krystian Gnat (KP PSP Mielec), Paweł Ochniak (KM PSP) Warszawa, Kamil Budziejewski (KW POLICJI Łódź), Grzegorz Sobinski (KP PSP Łęczyca). Skład sztafety 4×400 m: Tomasz Krawczyk (KM PSP Łódź), Grzegorz Sobiński (KP PSP Łęczyca), Krystian Gnat (KP PSP Mielec), Kamil Budziejewski (KW POLICJI Łódź).

## Rekordy życiowe
- bieg na 400 metrów (hala) – 47,20 (2010)
- bieg na 400 metrów (stadion) – 46,01 (2012)